# Bernard Heuvelmans
Bernard Heuvelmans (ur. 10 października 1916, zm. 22 sierpnia 2001 w Le Vésinet) był zoologiem, podróżnikiem, odkrywcą i pisarzem, prawdopodobnie najbardziej znanym jako twórca kryptozoologii.
Heuvelmans urodził się w Le Havre, we Francji, ale wychował się w Belgii. Tam też uzyskał doktorat z zoologii, którego tematem było uzębienie mrównika, co dla wcześniejszych naukowców było niemożliwe do opisania. W 1948 r. przeczytał w gazecie Saturday Evening Post artykuł autorstwa Ivana T. Sandersona pt. Tam mogą być dinozaury. Jego tematyka zafascynowała Heuvelmansa — Sanderson rozważał możliwość przetrwania niektórych gatunków tych wielkich gadów w różnych niedostępnych zakamarkach naszego globu.
Jego monumentalna publikacja z 1958 r. Na tropach nieznanych zwierząt (Sur la piste des bêtes ignorées) jest najczęściej określana jako jedna z najlepszych i najbardziej wpływowych książek na temat zwierząt nie uznawanych przez oficjalną naukę. Heuvelmans napisał jeszcze wiele książek i artykułów, które jednak nie spotkały się z odzewem ze strony głównego, oficjalnego nurtu zoologii. W 1968 r. napisał książkę pt. Przebudzenie węży morskich, opisującą przypadki spotkań marynarzy z wielkimi stworami morskimi. O ile Na tropach nieznanych zwierząt została wydana ponownie m.in. w USA, ta druga pozycja nie doczekała się reedycji.
Jednocześnie Heuvelmans prowadził na własną rękę badania, które miały potwierdzić jego tezy. Badał m.in. morza i oceany, pragnąc odkryć zwierzęta będące tematami opowieści i legend, znane tubylcom, ale nie oficjalnej nauce. W późnych latach '60 XX w., miał badać ciało człekopodobnej istoty zatopione w bryle lodu, znane jako Człowiek Lodu z Minnesoty, będące w posiadaniu cyrku objazdowego. Twierdził wtedy, że było ono faktycznie zwłokami zwierzęcia nieznanego nauce, a nie oszustwem. Jednakże nie pojawiły się żadne dowody potwierdzające prawdziwość tego twierdzenia, bądź też obalające je.
Pomimo iż podziwiany przez wielu, opisywany jako ojciec kryptozoologii, był także dyskredytowany, a nawet ośmieszany za rzekomą ślepą wiarę w kryptydy. Jednym ze szczególnie zajadłych jego krytyków jest szwedzki naukowiec Bengt Sjögren.

## Publikacje
- Sur la piste des bêtes ignorées, Paryż 1955, Londyn 1995
- Dans le sillage des monstres marins - Le Kraken et le Poulpe Colossal, Paryż 1958, 1975
- On the Track of Unknown Animals, Londyn 1958, Nowy Jork 1959, Nowy Jork 1965; polskie tłumaczenie: Na tropie nieznanych zwierząt, Warszawa 1965
- Le Grand-Serpent-de-Mer, le problème zoologique et sa solution, Paryż 1965, 1975
- In the Wake of Sea Serpents, Nowy Jork 1968
- Les derniers dragons d'Afrique, Paryż 1978
- Les bêtes humaines d'Afrique, Paryż 1980